# جان مک‌لین (سیاستمدار ایلینوی)

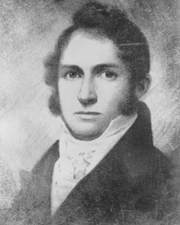

جان مک‌لین (به انگلیسی: John McLean) سناتور سابق عضو حزب جمهوری‌خواه ایالات متحده آمریکا بود. وی دو دوره در سال‌های ۱۸۲۴ تا ۱۸۲۵ و در ۱۸۲۹ تا ۱۸۳۰ میلادی سناتور ایالت ایلی‌نوی در سنای ایالات متحده آمریکا بود.